# Северный мост (Киев)
Северный мост (укр. Пiвнiчний міст; до 2018 года — Московский мост) — один из автотранспортных мостов через Днепр в Киеве, играющий важнейшую роль в транспортной инфраструктуре столицы. Проектное название моста — Северный, также в некоторых источниках Северный мостовой переход, употреблялось наряду с Московским мостом. Главный инженер проекта — Георгий Борисович Фукс. Металлоконструкции моста изготовлены заводом Воронежстальмост в Воронеже. Является частью Малой Окружной дороги.

## Описание
- Высота пилона моста — 119 м.
- В первоначальном проекте имел по три полосы для движения автотранспорта в каждом направлении.
- Расположен в северной части Киева, южнее жилого массива Оболонь. Соединяет правобережную часть города с массивами Троещина, Радужный и Воскресенка.

В целом Северный мостовой переход имеет длину около 6 км и состоит из следующих участков:
- Путепровод над Проспектом Владимира Ивасюка длиной 55 м;
- Вантовый мост над Днепром длиной 816 м (собственно Северный мост);
- Дорога через Труханов остров и подземный переход под ней;
- Мост через Десёнку длиной 732 м;
- Проспект Романа Шухевича от Десёнки до Братиславской улицы.

## История
Открыт 3 декабря 1976 года, на неделю раньше, чем сооружавшийся с ним одновременно Московский мост в Риге. В 1981 году проектировщики и строители моста были награждены премией Совета Министров СССР. 5 ноября 1983 года по мосту была открыта троллейбусная линия (м-т № 29), соединившая станцию метро «Петровка» и Воскресенку.
В 2005 году на мосту за счёт уплотнения полос была добавлена дополнительная полоса реверсивного движения. Это привело к значительному росту аварийности на мосту. 24 декабря 2007 года реверсивная полоса была убрана, установлен отбойник на её месте, и за счёт дальнейшего уплотнения полос нанесена разметка для четырёхполосного движения в каждую сторону.

### Переименование
В 2015 году Киевская городская государственная администрация провела общественное обсуждение о переименовании Московского моста в мост имени Георгия Фукса. Ранее предлагали переименовать мост в Северный, Троещинский или мост имени Степана Бандеры (по аналогии с бывшим Московским проспектом). Профильная комиссия не поддержала переименование, поэтому вопрос переименования моста не был вынесен на рассмотрение сессии Киевсовета.
22 февраля 2018 года на пленарном заседании депутатами Киевсовета было принято решение о переименовании моста в Северный. Решение вступило в силу после официального опубликования в газете «Хрещатик» 23 марта 2018 года.

## Галерея

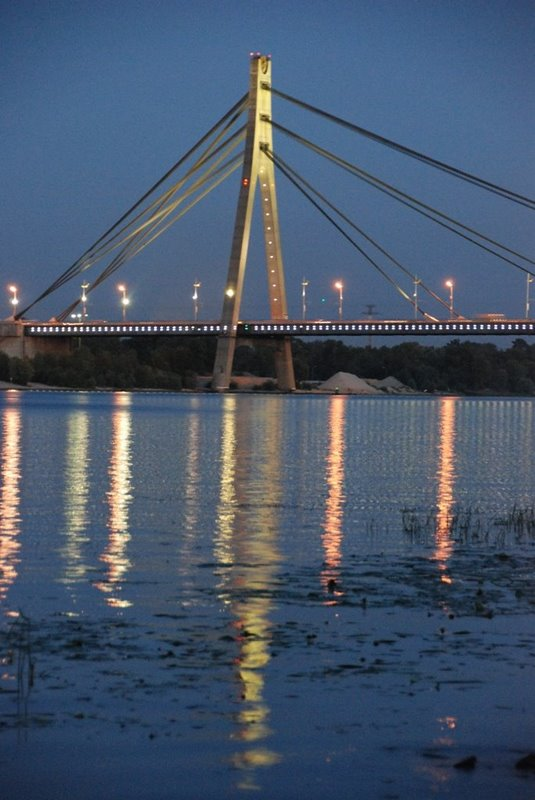
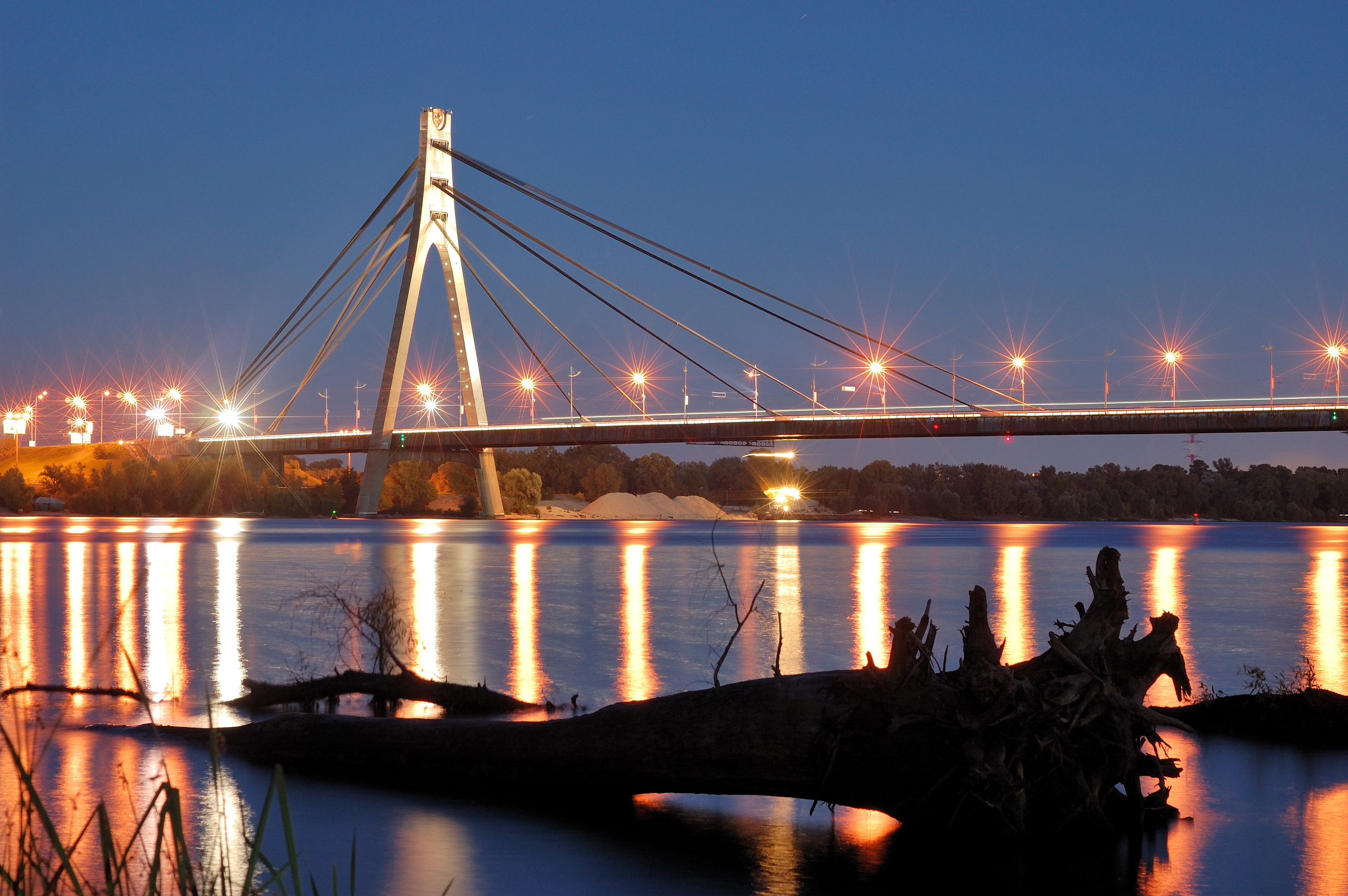
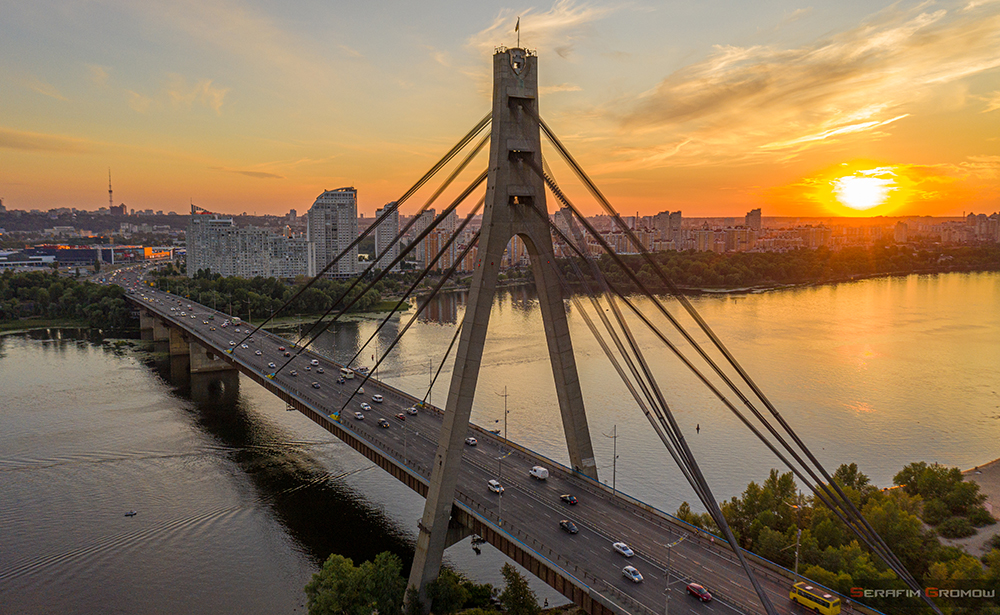
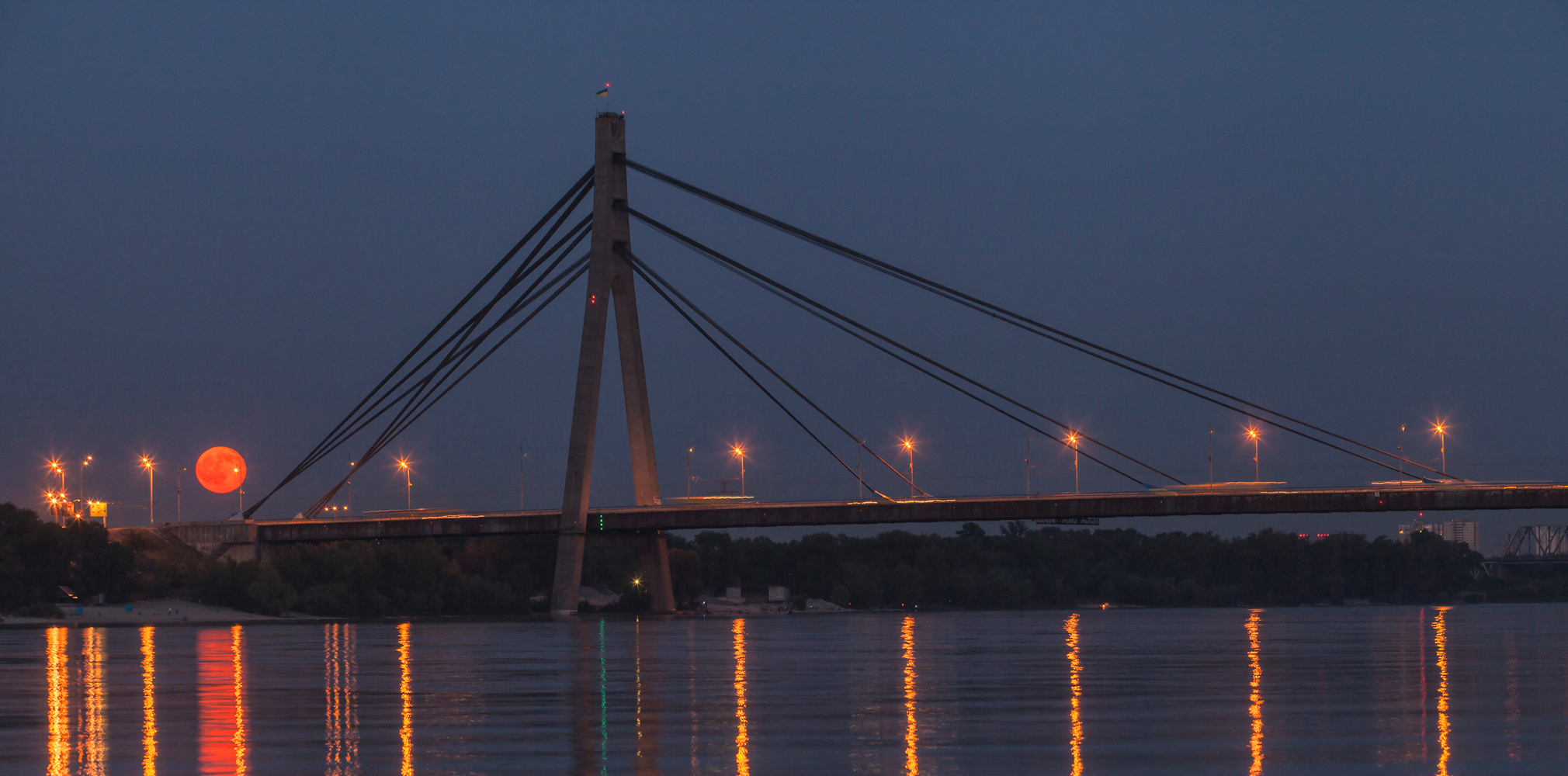
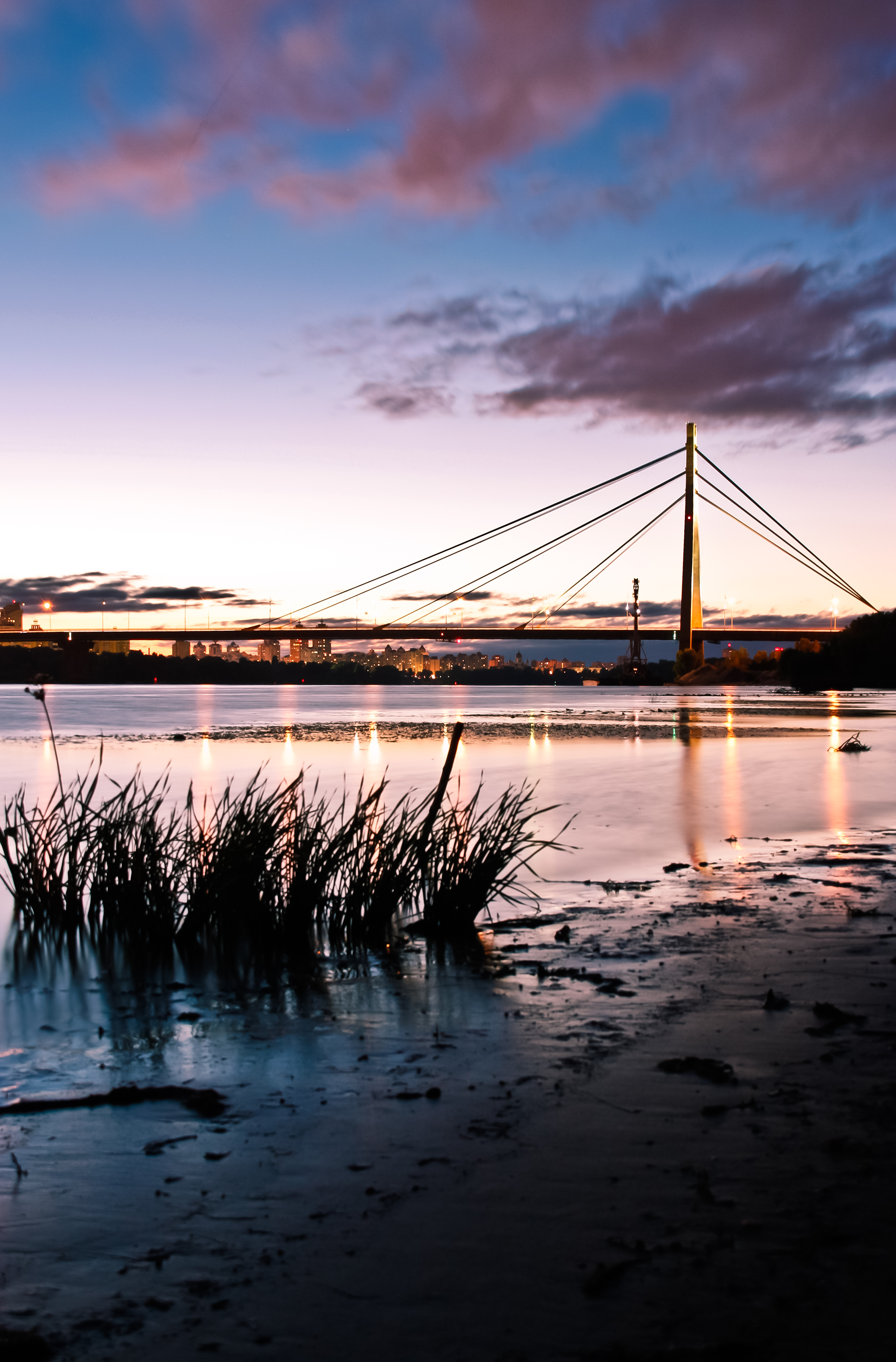